# Ґміна Угорськ
Ґміна Угорськ (пол. Gmina Uhorsk) — колишня сільська гміна, яка входила до Кременецького повіту Волинського воєводства ІІ Речі Посполитої.
Ґміна утворена 1 жовтня 1933 року з таких частин: 
- частини ліквідованої ґміни Білокриниця — Антонівці, Андруга Мала, Башківці, Бонівка, Хмелище, Іловиця Мала, Іловиця Велика, Лішня, Одерадівка, Стіжок, Сошище, Тилявка, Угорськ, Веселівка, Забара, Залісці і Жолобки;
- частини ліквідованої ґміна Борки — Соснівка і Людвище;
- вилученого із сільської ґміни Шумськ села Мости;
- вилучених із міської ґміни Кременець сіл Чугалі, Зеблози Великі, Зеблози Малі, Білецька Долина і Бонівка[1].

Польською окупаційною владою на території ґміни інтенсивно велася державна програма будівництва польських колоній і заселення поляками. На 1936 рік ґміна складалася з 21 громади:
1. Антонівці — село: Антонівці та хутори: Антонівецька Гута, Будки, Данилівка, Козачина, Лісовики, Майдан, Підрійця, Підсоснівка і Рудня;
2. Андруга Мала — село: Андруга Мала;
3. Башківці — село: Башківці та хутір: Довжок;
4. Бонівка — село: Бонівка;
5. Хмелище — село: Хмелище;
6. Чугалі — село: Чугалі та селища: Білецька Долина, Зеблози Великі, Зеблози Малі;
7. Іловиця Мала — село: Іловиця Мала;
8. Іловиця Велика — село: Іловиця Велика;
9. Людвище — село: Людвище;
10. Лішня — село: Лішня;
11. Мости — село: Мости;
12. Одерадівка — село: Одерадівка;
13. Соснівка — село: Соснівка;
14. Стіжок — село: Стіжок;
15. Сошище — село: Сошище;
16. Тилявка — село: Тилявка;
17. Угорськ — село: Угорськ;
18. Веселівка — село: Веселівка;
19. Забара — село: Забара та хутір: Вязоветчина
20. Залісці — село: Залісці;
21. Жолобки — село: Жолобки та хутори: Драньча, Ластівка, Шупинки і Владовиське.

Після радянської анексії західноукраїнських земель ґміна ліквідована у зв'язку з утворенням Шумського району.